# Comuna Mîroliubivka, Bratske
Mîroliubivka (în ucraineană Миролюбівка) este o comună în raionul Bratske, regiunea Mîkolaiiv, Ucraina, formată din satele Iuriivka, Lisove și Mîroliubivka (reședința).

## Demografie
Componența lingvistică a comunei Mîroliubivka
     Ucraineană (93,45%)
     Română (3,43%)
     Rusă (1,4%)
Conform recensământului din 2001, majoritatea populației comunei Mîroliubivka era vorbitoare de ucraineană (93,45%), existând în minoritate și vorbitori de română (3,43%), armeană (1,72%) și rusă (1,4%).